# Работнически младежки съюз
Работническият младежки съюз (РМС, произнася се ремс) е младежка комунистическа организация от първата половина на XX век. Членовете ѝ се наричат ремсисти.
Работническият младежки съюз е създаден на учредителна конференция на 24 май 1928 г. по инициатива на БКП като легална форма на Българския комунистически младежки съюз. Ръководи се от Централен комитет. Негов печатен орган е вестник „Младежка искра“. Първото му ръководство е в състав П. Станчев, Н. Иванов, Я. Петров, Ц. Цачев, Ас. Трайчев. Н. Янев и Ат. Трайчев. РМС е масова организация в работническите, ученическите и студентските среди. Взаимодейства със студентската организация БОНСС от 1930 г.
РМС е забранен от правителството на Кимон Георгиев след преврата от 19 май 1934 г. и преминава в нелегалност. През 1938 година към него се присъединява нелегалният Български комунистически младежки съюз.
В периода 1941-1944 година, организирано се включва в комунистическото съпротивително движение. Негови членове са в основния състав на партизанските отряди на т. нар. Народоосвободителна въстаническа армия, както и ятаци. За тази дейност са преследвани по ЗЗД. Основният състав на ръководството на РМС, известен като Петимата от РМС, загива по време на конфликта: Адалберт Антонов (Малчика), Александър Димитров (Сашо), Лиляна Димитрова (Блага), Йорданка Николова (Катя) и Свилен Русев (Бойко).
След 9 септември 1944 г. РМС е легализиран. На 5-ия му конгрес през 1945 г. за секретар на ЦК е избран Живко Живков. От декември 1947 г. РМС влиза в Съюза на народната младеж и прекратява самостоятелното си съществуване.